# 杨帆 (1966年)
杨帆（1966年—），汉族，四川成都人，中华人民共和国考古学家。

## 生平
1984年，毕业于昆明市第八中学，考入四川大学历史系考古专业学习。1988年毕业后，进入云南省文物考古研究所，担任研究员。他长期在一线从事田野考古发掘和研究工作。

## 著作
杨帆主持编写有：
- 《昆明羊甫头墓地》
- 《云南边境地区（文山州和红河州）考古调查报告》
- 《鹤庆象眠山墓地》
- 《泸西石洞村、大逸圃墓地》
- 《云南考古（1979-2009）》
- 《红河考古》
- 《红河青铜文化》
- 《昭通田野考古》
- 《个旧黑蚂井墓地》
- 《华宁小直坡墓地》